# Markus Krautberger
Markus Krautberger (* 14. Oktober 1976 in Graz) ist ein ehemaliger österreichischer Fußballspieler und Sportjournalist.

## Karriere
Krautberger begann seine Karriere beim SK Sturm Graz. Zur Saison 1995/96 wechselte er auf Kooperationsbasis zum Regionalligisten LUV Graz. Im Jänner 1996 kehrte er zu Sturm zurück. Bei Sturm kam er jedoch zu keinem Einsatz für die Profimannschaft. Im Jänner 1998 wurde er für ein halbes Jahr an den Zweitligisten TSV Hartberg verliehen. Sein Debüt für Hartberg in der 2. Division gab er im März 1998, als er am 18. Spieltag der Saison 1997/98 gegen den SV Stockerau in der Startelf stand. Seinen ersten Treffer in der zweithöchsten Spielklasse erzielte er im April 1998 bei einem 3:1-Sieg gegen den ASK Kottingbrunn. Zu Saisonende musste er mit Hartberg jedoch in die Regionalliga absteigen.
Im Jänner 1999 verließ Krautberger Sturm Graz erneut leihweise und wechselte zum Zweitligisten FCN St. Pölten. Für die Niederösterreicher absolvierte er 15 Spiele in der zweiten Liga und erzielte dabei einen Treffer. Zur Saison 1999/2000 verließ er die Grazer schließlich endgültig und wurde vom Zweitligisten DSV Leoben aus seinem Vertrag bei Sturm herausgekauft. In seinen eineinhalb Jahren in Leoben absolvierte er 43 Matches für die Steirer in der zweiten Liga, in denen er zwei Tore erzielte.
Im Jänner 2001 wechselte er zur SV Mattersburg. Für die Burgenländer absolvierte er bis zu seinem Abgang 2002 25 Zweitligaspiele, in denen er ohne Treffer blieb. Zur Saison 2002/03 schloss Krautberger sich dem Aufsteiger Kapfenberger SV an. Für die Kapfenberger absolvierte er in seinen zwei Jahren beim Verein 51 Zweitligaspiele und erzielte dabei zwei Tore.
Zur Saison 2004/05 wechselte er zum Bundesligisten Schwarz-Weiß Bregenz. Sein Debüt in der Bundesliga gab er im Juli 2004, als er am ersten Spieltag jener Saison gegen den SK Rapid Wien von Beginn an zum Einsatz kam. Seinen einzigen Treffer in der höchsten Spielklasse erzielte Krautberger im Mai 2005 bei einer 2:1-Niederlage gegen den SV Austria Salzburg. Mit Bregenz stieg er zu Saisonende allerdings aus der Bundesliga ab.
Daraufhin wechselte er im Sommer 2005 zum Regionalligisten FC Rot-Weiß Rankweil, für den er in der Saison 2005/06 25 Spiele in der Regionalliga West absolvierte. Zur Saison 2006/07 kehrte er zum Zweitligisten TSV Hartberg zurück, für den er bereits 1998 leihweise gespielt hatte. Nach einem halben Jahr bei Hartberg wechselte er im Jänner 2007 zum Regionalligisten SC Eisenstadt. Für die Burgenländer absolvierte er bis Saisonende 13 Spiele in der Regionalliga Ost.
Zur Saison 2007/08 wechselte Krautberger in die Schweiz zum FC Widnau. Nach einem halben Jahr im Ausland kehrte er in der Winterpause jener Saison nach Österreich zurück und wechselte zum Regionalligisten SC Bregenz. Für Bregenz absolvierte er 25 Regionalligaspiele.
Im Jänner 2009 schloss er sich dem viertklassigen FC Mäder an. Für Mäder absolvierte er zehn Spiele in der Vorarlbergliga. Nach dem Ende der Saison 2008/09 verließ er den Verein. Nach sechs Jahren Pause schloss Krautberger sich 2015 dem siebtklassigen FC Schwarzenberg an, für den er bis 2016 spielte.

## Laufbahn als Journalist
Nach seiner Karriere als Fußballprofi wurde Krautberger Sportjournalist. Ab 2007 schrieb er für die Sport-Woche, ab 2008 als freier Mitarbeiter für die Vorarlberger Nachrichten und ab 2009 arbeitete er zudem für Sky Sport Austria. Im Sommer 2019 wechselte er als Angestellter von Sky zu den Vorarlberger Nachrichten.